# Премия Муз-ТВ 2015
13-я ежегодная национальная премия в области популярной музыки Муз-ТВ 2015 была проведена 5 июня 2015 года в Астане. Впервые церемония награждения вышла за пределы России, отправившись в столицу Казахстана. Помимо основной церемонии вручения премии в Казахстане, 7 июня победители и номинанты выступили с гала-концертом на сцене Государственного Кремлёвского Дворца в Москве.

## Ведущие шоу
17 февраля 2015 года на пресс-завтраке «Премии Муз-ТВ» были объявлены ведущие церемонии этого года. Ими в очередной раз стали Максим Галкин, Ксения Собчак, Лера Кудрявцева. Имя 4-го ведущего было объявлено на гала-ужине 31 марта 2015 года, им стал Андрей Малахов. 5 июня к команде ведущих добавились Асель Сагатова и Нурлан Коянбаев от телеканала «Казахстан», а также Артём Шалимов и Рита Че от Муз-ТВ.
Специальными гостями премии стали Arash & Helena из Швеции, а также канадский диджей Гленн Моррисон.

## Голосование
Система голосования за номинантов «Премии МУЗ-ТВ 2015. Гравитация» пройдет в два этапа. 17 февраля стартовал первый этап. Путём экспертного голосования были определены пятерки номинантов в 14 категориях. На втором этапе в голосовании за победителей по каждой номинации примут участие академики «Премии» параллельно со зрителями канала «МУЗ-ТВ». В качестве экспертов и академиков выступают ведущие деятели музыкальной индустрии и шоу-бизнеса. Как было заявлено ранее, в этом году станет на 3 номинации больше. Прибавятся номинации: «Лучшее мужское видео», «Лучшее женское видео» и «Лучшая песня на иностранном языке».
31 марта 2015 года на гала-ужине «Премии Муз-ТВ 2015. Гравитация» были объявлены номинанты этого года. Победители «Премии МУЗ-ТВ 2015. Гравитация» были объявлены 5 июня 2015 года в столице Казахстана, городе Астане, на стадионе «Астана Арена».

## Смена места проведения

Астана Арена. Место проведения «Премии Муз-ТВ 2015. Гравитация» в 2015 году.

Традиционным местом проведения «Премии Муз-ТВ» на протяжении последних 12-ти лет был московский спортивный комплекс «Олимпийский», но 15 декабря 2014 года генеральный директор телеканала «МУЗ-ТВ» и по совместительству директор «Премии МУЗ-ТВ» Арман Давлетьяров сделал заявление, что церемония награждения в 2015 году пройдёт в столице Казахстана на многофункциональном стадионе «Астана Арена», который вмещает более 30 тысяч человек:

«За эти годы церемония „Премии МУЗ-ТВ“ достигла такого уровня и масштаба, что её должны видеть не только в России, но и за её пределами. Казахстан выбран не случайно, это наша инициатива, поскольку телеканал „МУЗ-ТВ“ любят и смотрят там уже много лет. Проведение этой церемонии в Астане — это ещё один шаг к укреплению культурно-деловых отношений между двумя нашими братскими народами».— 

## Выступления
- Егор Крид — «Самая самая»
- Полина Гагарина — «A Million Voices»
- «Попурри памяти Батыра Шукенова»
  - Клип Батырхан Шукенов — Нелюбимая (Юбилейный live-концерт 2013)
  - Роза Рымбаева и A’Studio — Корабли любви
  - Сергей Лазарев и A’Studio — Стоп, ночь
  - Tomas N’evergreen и A’Studio — Джулия на Английском
- A’Studio & Tomas N’evergreen — «Falling For You»
- Иосиф Кобзон, Валерия, Глюк’oZa, Дискотека Авария, Наргиз Закирова, Сати Казанова, Кайрат Нуртас, Роза Рымбаева, Али Окапов — «Моя Астана»
- Филипп Киркоров — «Иллюзия»
- Жанар Дугалова — «Izin korem»
- Валерия и Анна Шульгина — «Ты моя»
- SEREBRO — «Я тебя не отдам»
- Макс Корж — «Не выдумывай»
- Arash & Helena — «One Day»
- Николай Басков & Софи — «Ты моё счастье»
- ВИА Гра и Вахтанг — «У меня появился другой»
- Emin — «Я лучше всех живу»
- Ани Лорак — «Медленно»
- Роза Рымбаева — «Любовь настала»
- Анита Цой — «Мой воздух, моя любовь»
- Сергей Лазарев — «7 цифр»
- Glenn Morrison feat. Islove — «Goodbye»
- Дима Билан — «Часы»
- Нюша — «Цунами»

## Номинанты и победители
| Прорыв года Архивная копия от 6 декабря 2017 на Wayback Machine | Лучший дуэт |
| --- | --- |
| - IOWA - Никита Пресняков и группа Multiverse - Егор Крид - Наргиз - MBAND | - Потап и Настя — «Уди Уди» - Сати Казанова и Arsenium — «До рассвета» - Джиган и Юлия Савичева — «Любить больше нечем» - Ирина Дубцова и DJ Леонид Руденко — «Вспоминать» - Мот и ВИА Гра — «Кислород» |
| Лучшая поп-группа Архивная копия от 18 апреля 2016 на Wayback Machine | Лучшая рок-группа |
| - Дискотека Авария - A’Studio - Градусы - Serebro - Банд’Эрос | - Никита Пресняков и группа Multiverse - Звери - Би-2 - Ленинград - Мумий Тролль |
| Лучший альбом | Лучший хип-хоп проект |
| - Макс Корж — «Домашний» - Нюша — «Объединение» - Винтаж — «Decamerone» - Дискотека Авария — «Девушка за рулём» - Emin — «Начистоту» | - Бьянка - Джиган - Макс Корж - L’One - Баста |
| Лучшее видео | Лучшая песня |
| - Serebro — «Я тебя не отдам» - Нюша — «Цунами» - Валерий Меладзе — «Свободный полёт» - Николай Басков и Софи — «Ты мое счастье» - Полина Гагарина — «Шагай»                                                                                        | - IOWA — «Маршрутка» - Егор Крид — «Самая самая» - Serebro — «Я тебя не отдам» - Нюша — «Цунами» - Филипп Киркоров — «Иллюзия»                                                                          |
| Лучшая исполнительница | Лучший исполнитель |
| - Ани Лорак - Полина Гагарина - Нюша - Ёлка - Вера Брежнева | - Валерий Меладзе - Дима Билан - Григорий Лепс - Филипп Киркоров - Сергей Лазарев |
| Лучшее женское видео | Лучшее мужское видео |
| - Ани Лорак — «Медленно» - Анита Цой — «Мой воздух, моя любовь» - Бьянка — «Я не отступлю» - Глюк’oZa — «Зачем» - Слава — «Спелый мой» | - Emin — «Начистоту» - Дима Билан — «Болен тобой» - Егор Крид — «Самая самая» - Сергей Лазарев — «7 цифр» - Филипп Киркоров — «Иллюзия»                                                                 |
| Лучшее концертное шоу | Лучшая песня на иностранном языке |
| - A’Studio & Симфонический оркестр / КЗ «Crocus City Hall» - Emin 35: юбилейный концерт / КЗ «Crocus City Hall» - Quest Pistols Show / Известия Холл - Дима Билан. 33 / КЗ «Crocus City Hall» - Макс Корж. Вырванный май / ГЦКЗ «Россия» в Лужниках | - A’Studio/Tomas Nevergreen — «Falling For You» - Alien 24 — «Wally» - Swanky Tunes feat. Raign — «Fix Me» - Виктория Дайнеко — «R.E.D.» - Сергей Лазарев — «7 wonders»                                 |
| Лучший артист года Казахстана | |
| - Нурлан Абдуллин - Жанар Дугалова - Кайрат Нуртас - Группа «МузАрт» - Али Окапов | |

## Специальные призы
- За вклад в развитие музыкальной индустрии — Николай Басков
- За вклад в развитие музыкальной индустрии России и Казахстана — Батырхан Шукенов (посмертно, награду получил его брат Бауржан Шукенов)
- Лучшая исполнительница десятилетия — Валерия
- За вклад в жизнь — Нурсултан Назарбаев
- За вклад в развитие музыкальной индустрии — Роза Рымбаева
- Лучшая поп группа десятилетия — А’Студио

## Происшествия
На красной дорожке премии один из баннеров под сильным порывом ветра упал на солиста группы MULTIVERSE Никиту Преснякова. Он был доставлен в больницу.